# Eritrodisestesia palmo-plantar
Eritrodisestesia palmo-plantar (PPE) es una inflamación parestesia de manos y pies que aparece con la quimioterapia, generalmente por 5-fluorouracilo, capecitabina, citarabina y Doxorrubicina.

## Sinónimos
Otros nombres incluyen eritema acral (AE), palmoplantar eritema, síndrome mano-pie, AE peculiar y reacción de Burgdorf.

## Historia
Informado por primera vez en asociación con la quimioterapia por Zuehlke en 1974 (Zuehlke, 1974).

## Epidemiología
La PPE aparece en 6-42% de los pacientes a los que se le administró quimioterapia.

## Patogenesia
La PPE es de etiología desconocida. Existen teorías que se basan en el hecho de que sólo se ven afectados las manos y los pies y apuntan al papel que de la diferencia de temperatura, anatomía vascular, diferencias en los tipos de células (células epidérmicas de rápida división y glándulas exocrinas).

## Síntomas Clínicos
Los síntomas pueden aparecer en días o meses después de la administración de la medicación injuriante, dependiendo de la dosis y la velocidad de administración (Baack and Burgdorf, 1991; Demirçay, 1997). El paciente experimenta primeramente hormigueo y/o parestesias de las palmas y plantas que evoluciona en una inflamación dolorosa, simétrica, y bien-delimitada con placas rojizas. Sigue con descamación de piel y la resolución de los síntomas (Apisarnthanarax and Duvic 2003).

## Diagnóstico
Inflamación dolorosa de manos y pies en un paciente que está recibiendo quimioterapia generalmente es suficiente para efectuar el diagnóstico. Los problemas aparecen en pacientes después de Trasplante de médula ósea, como las características clínicas e histológicas de la PPE pueden parecerse a manifestaciones cutáneas agudas (primeras 3 semanas) enfermedad injerto-versus-huésped. Es importante diferenciar PPE, que es benigno, de la más severa enfermedad graft-versus-huésped. A medida que progresa, pacientes con síndrome graft-versus-huésped progresa hacia otras partes afectadas, mientras PPE es limitado a las manos y pies. Biopsias seriadas cada 3 a 5 días pueden ayudar en diferenciar los dos trastornos (Crider et al, 1986).

## Prevención
El enfriamiento de manos y pies puede ayudar a prevenir la PPE (Baack and Burgdorf, 1991; Zimmerman et al, 1995).

## Tratamiento
La meta es continuar la quimioterapia mientras se reducen los síntomas de PPE. Tratamiento sintomático con piridoxina, cuidado de las heridas, elevación y medicación del dolor (Vukelja et al 1993). Corticosteroides también son eficaces para disminuir los síntomas.

## Prognóstico
La PPE variablemente recurre con la reanudación del tratamiento de quimioterapia. La quimioterapia crónica puede resultar en una queratodermatitis palmo-plantar reversible. Los síntomas se resuelven a las 1-2 semanas después del cese de la quimioterapia (Apisarnthanarax and Duvic 2003).